# Microenantiornis
Microenantiornis es un género extinto avialano perteneciente al clado Enantiornithes que vivió durante el Cretácico inferior, hace aproximadamente 125-113 millones de años, en lo que hoy es China.